# Плаунок северный
Плаунок северный, или Селагинелла северная (лат. Selaginella borealis) — полукустарничковое споровое растение; вид рода Плаунок семейства Плаунковые (Selaginellaceae).

## Ботаническое описание
Многолетнее полукустарничковое споровое растение высотой 3—7 см. Образует рыхлые дерновинки, сильно ветвистые, с вегетативными веточками, явно дорсовентральными. Листья черепичатые, расположены в 4 ряда прижатые плотно к стеблю, на вегетативных веточках овальные, толстоватые, тупые или чуть островатые, почти цельнокрайние, на спинке выпуклые и здесь с едва выдающимся, вверху тупым килем, на стебле острокилеватые, расположенные со всех сторон равномерно. Ветви сплюснутые, до 3 мм шириной. Стробилы 0,7—1,5 см длиной, до 1,5 мм шириной, четырёхгранные. Колоски четырёхгранные, вдвое толще несущих их веточек. Спороношение длится с июня по сентябрь.

## Распространение и среда обитания
Произрастает на тенистых скалах, около горячих ключей.
На территории России встречается в Сибири (Красноярский край, Хакасия, Тува, Иркутская область, Бурятия, Якутия) и на Дальнем Востоке (Камчатка, Уссурийский край). Также вид распространён в Японии и Китае.